# شارل نتر
شارل نتر (Charles Netter؛ 14 سبتمبر 1826 - 2 أكتوبر 1882)، عضو مؤسس في الاتحاد الإسرائيلي العالمي. ومؤسس ميكفه إسرائيل أول مستوطنة زراعية يهودية حديثة في فسلطين في عام 1870.
وُلد شارل نتر في ستراسبورغ عام 1826 لعائلة حاخامية. درس في ستراسبورغ وبلفور، وانخرط في أعمال تجارية في لندن وموسكو وليل. انتقل لاحقًا إلى باريس. توفي نتر في يافا في 2 أكتوبر 1882، أثناء زيارة لميكفه إسرائيل ودُفن فيها. وقد أقام الاتحاد الإسرائيلي العالمي شاهد قبره. يُعتبر رائد الزراعة اليهودية في فلسطين، إذ أسس المدرسة التي درّبت العديد من أعضاء حركة بيلو والهجرة الأولى. وقد سمّت العديد من المدن الإسرائيلية شوارعها باسمه. تأسس كفار نتر وهو موشاف قرب نتانيا عام 1939 على يد خريجي ميكفه إسرائيل.

## الاتحاد الإسرائيلي العالمي
في 17 مايو/أيار 1860، في باريس، ردًا على حوادث معادية للسامية مثل اختطاف إدجاردو مورتارا وحادثة دمشق، كان أحد المؤسسين الستة للاتحاد الإسرائيلي العالمي. حدد الأعضاء المؤسسون أهداف المنظمة على النحو التالي:
- "جمع أصحاب النوايا الحسنة لمحاربة الكراهية والتحيز.

- إنشاء مجتمع من الشباب اليهود المثاليين والمناضلين، يتضامن مع كل من يعاني من وضعه كيهودي أو كل من يقع ضحية للتحيز، بغض النظر عن دينه.

- ضمان أن تحل الثقافة محل جهل المتعصبين، لما فيه خير الجميع.

- إذا كنتم تعتقدون أن هذا سيكون شرفًا لدينكم، ودرسًا للشعب، وتقدمًا للبشرية، وانتصارًا للحقيقة وللعقل العالمي، أن تشهدوا اجتماع جميع القوى الحيوية لليهودية، صغيرة العدد لكنها كبيرة المحبة وحسن النية، فإننا نؤسس التحالف الإسرائيلي العالمي."

عُيّن نتر أمينًا عامًا للمنظمة حديثة التأسيس، وانضم إليه بعد أربع سنوات السياسي اليهودي الفرنسي إسحاق كريمييه، الذي شغل منصب رئيس الجمعية بينما كان يشغل منصب وزير العدل الفرنسي.

## ميكفيه إسرائيل
في عام 1868، زار نتر فلسطين لأول مرة. أُرسل ممثلاً عن الاتحاد الإسرائيلي العالمي لدراسة احتياجات الجالية اليهودية. عند عودته، أوصى بتأسيس مستوطنة زراعية جديدة، واستخدامها كمدرسة زراعية للرجال اليهود. حصل نتر على مقابلة مع الإمبراطور العثماني في القسطنطينية، ومُنح أرضًا بالقرب من يافا. تم الحصول على الأموال اللازمة من الاتحاد الإسرائيلي العالمي، وتأسس ميكفيه إسرائيل  عام 1870. خلال السنوات الأولى، واجه نتر اعتراضات قادة اليشوف القديم اليهودي، الذين ركزوا على دراسات التوراة واعتمدوا على تبرعات يهود الشتات. أدت معارضة اليشوف القديم للعمل اليدوي اليهودي في الأرض المقدسة، والاشتباكات مع السكان العرب في يازور المجاورة، إلى تعطيل تطوير الطلاب وتجنيدهم. ثبت أن الأموال غير كافية أيضًا، وتبرع نتر بأمواله الخاصة، وجمع الأموال من فاعلي خير آخرين، مثل كريميو والبارون موريس دي هيرش. أدار نتر المدرسة حتى عام 1873. تغلب على صعوبات إنشاء المستوطنة والحفاظ عليها، ولكن اعتاد على ظروف المعيشة في أوروبا الغربية، وتدهورت صحته. باتباع نصيحة طبيبه عاد إلى أوروبا، لكنه استمر في جمع الأموال ودعم المدرسة، وواصل أنشطته في الاتحاد الإسرائيلي العالمي. شارك في حماية حقوق وسلامة الجالية اليهودية في المغرب، وكان مسؤولاً عن هجرة اللاجئين اليهود الروس إلى أمريكا الشمالية بعد إدخال قوانين مايو.
1. ↑  David Tidhar (1947). "موسوعة مؤسسي وبناة إسرائيل" (بالعبرية). p. 290.{{استشهاد ويب}}:  صيانة الاستشهاد: لغة غير مدعومة (link)
2. ↑  مذكور في: ملف استنادي متكامل. الوصول: 20 مارس 2015. لغة العمل أو لغة الاسم: الألمانية. المُؤَلِّف: مكتبة ألمانيا الوطنية.